# Uļjana Semjonova
Uļjana Semjonova (ros. Ульяна Ларионовна Семёнова, Uljana Łarionowna Siemionowa; ur. 9 marca 1952 w Jeziorosach) – radziecka koszykarka występująca na pozycji środkowej, posiadająca łotewskie obywatelstwo.
Była jedną z najwyższych koszykarek na świecie w latach 70. i 80. Przez prawie całą karierę grała w zespole Daugava Ryga, z którym zdobyła piętnaście mistrzostw ZSRR i tyle samo razy Puchar Europy Mistrzyń Krajowych.
W czasie swojej kariery zdobyła dwa złote medale olimpijskie, trzy złote medale mistrzostw świata i dziesięć złotych medali mistrzostw Europy.
W 1993 roku została pierwszą kobietą spoza Stanów Zjednoczonych wybraną do Basketball Hall of Fame (koszykarskiej galerii sław), a w 2007 roku trafiła do FIBA Hall of Fame (europejskiej galerii sław).

## Osiągnięcia
Na podstawie, o ile nie zaznaczono inaczej.
Drużynowe
- Mistrzyni ZSRR (1968, 1969, 1970, 1971, 1972, 1973, 1975, 1976, 1977, 1979, 1980, 1981, 1982, 1983, 1984)
- Wicemistrzyni ZSRR (1974, 1978, 1985)
- Brązowa medalistka mistrzostw ZSRR (1986)
- Zdobywczyni Pucharu:
  - Europy Mistrzyń Krajowych (1968, 1969, 1970, 1971, 1972, 1973, 1974, 1975, 1977, 1981, 1982)
  - Ronchetti (1987)
  - ZSRR (1969)

Indywidualne
- Wybrana do:
  - FIBA Hall of Fame (2007)
  - Koszykarskiej Galerii Sław im. Jamesa Naismitha (1993)
  - Żeńskiej Galerii Sław Koszykówki (1999)
- 12-krotnie Najpopularniejsza Atletka Łotwy w latach 1970–1985

Reprezentacja
- Mistrzyni:
  - świata (1971, 1975, 1983)
  - olimpijska (1976, 1980)
  - Europy (1968, 1970, 1972, 1974, 1976, 1978, 1980, 1981, 1983, 1985)
- Liderka igrzysk olimpijskich w:
  - punktach (1980)
  - zbiórkach (1976, 1980)
  - przechwytach (1980)
  - skuteczności rzutów z gry (1976 – 70,7%, 1980 – 67,3%)[6][7]

Inne
- Order:
  - Lenina (1985)
  - Czerwonego Sztandaru Pracy
  - Trzech Gwiazd (Łotwa, 1995)
  - Przyjaźni (Rosja, 2006)
  - za całokształt kariery sportowej (Łotwa, 2007)